# Panik
För andra betydelser, se Panik (olika betydelser).

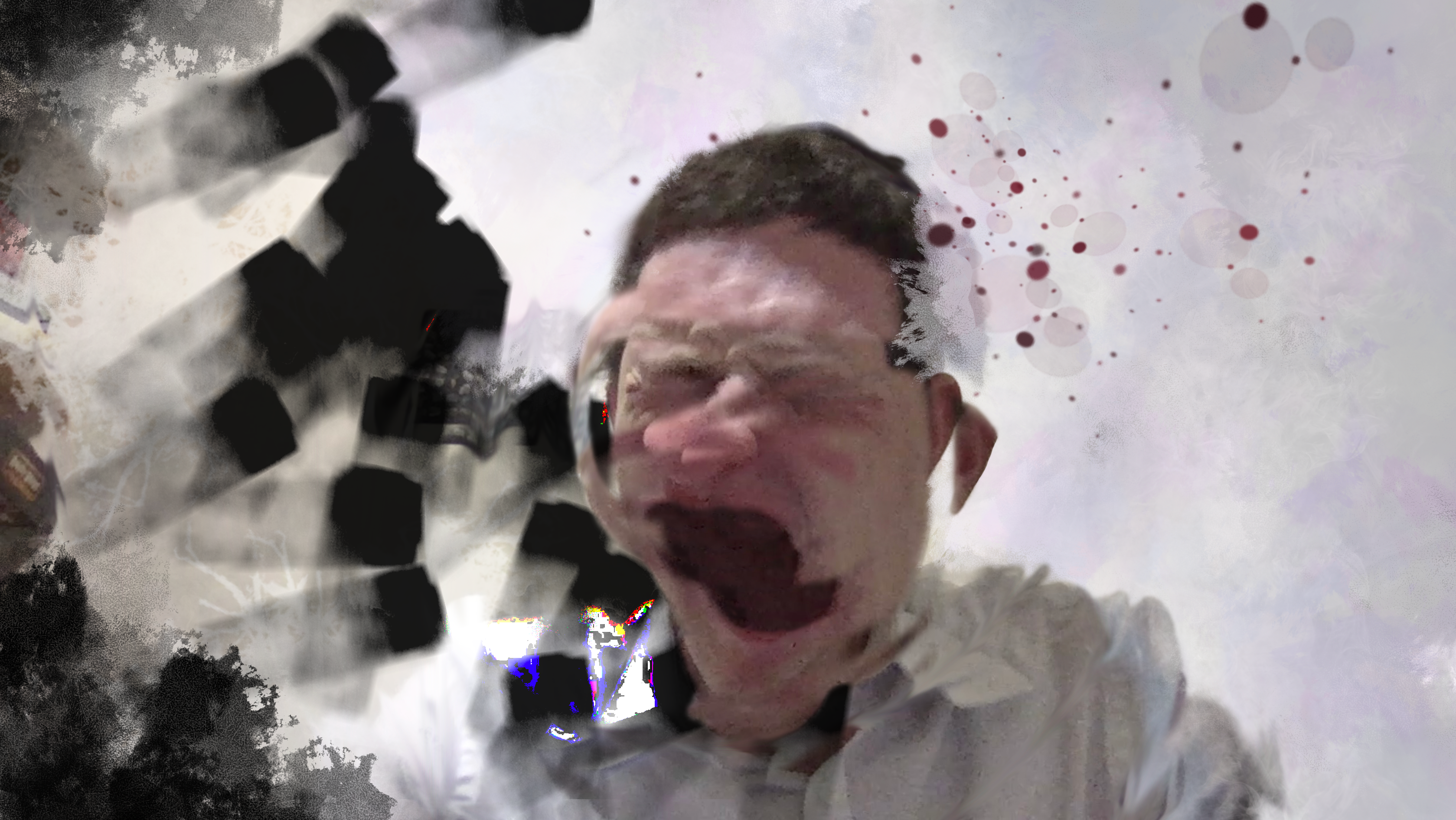
En konstnärlig iakttagelse angående känslan av panik.

Panik är plötsligt uppkomna, exalterade känsloreaktioner och beteenden på en plötslig, skräckfylld situation, till exempel dödshot eller en katastrof, orsaker till rädsla. Panikbeteenden handlar ofta om att undfly en fara, och kan drabba en enskild person eller en grupp. En panikattack innebär en stark stressrespons, som sakta avklingar efter att faran är över. Återkommande panikattacker utan att det föreligger någon fara, kan vara en psykisk störning, panikångest.

## Etymologi
Ordet panik har sina rötter i antik grekiskans "panikon" som betyder "skrämmande / förödande". Ordet kan översättas "Pan + ikos = Pan + ifrån" dvs "den som kommer från Pan". Pan var känd att dyka upp oväntat på oförutsedda platser. Hans plötsliga, skrämmande och högljudda entré kan mynna innebörden av ordet. Egentligen antikens greker behövde förklara ordet på ett mer teatralisk och visuellt sätt varför kom kopplingen mellan Pan rädsla, ångest och panikattacker till dagens ljus. Ordet dyker upp i franskan redan 1500 talet som "terreur panique” och sedan etableras som medicinsk term på slutet av 1800 och i början av 1900 talet.  Panikattack